# Pseudohelotium haematoideum
Pseudohelotium haematoideum är en svampart som först beskrevs av Cooke & W. Phillips, och fick sitt nu gällande namn av Dennis 1961. Pseudohelotium haematoideum ingår i släktet Pseudohelotium och familjen Helotiaceae.   Inga underarter finns listade i Catalogue of Life.